# San Pelayo (Kolumbia)
San Pelayo – miasto w Kolumbii, w departamencie Córdoba.